# Badówka
Badówka (ukr. Бадівка) – wieś na Ukrainie, w obwodzie rówieńskim, w rejonie rówieńskim, w hromadzie Ostróg. 
Do 2020 roku w rejonie ostrogskim.
W 2001 liczyła 383 mieszkańców, spośród których 382 wskazało jako ojczysty język ukraiński, a 1 rosyjski.
W okresie międzywojennym wieś znajdowała się w granicach II RP, wchodząc w skład gminy Sijańce w powiecie zdołbunowskim, w województwie wołyńskim.
W mejscowości jest przystanek kolejowy Badówka.